# Meschtscheren

Karte der finno-ugrischen Völker im frühen Mittelalter

Das Ethnonym Meschtscheren (auch Meschtschora, Meschtschjora; russisch мещёра) beschreibt eine frühmittelalterliche finnougrische Bevölkerung, die die gleich oder ähnlich bezeichnete Landschaft Meschtschora südöstlich von Moskau bewohnte. Vermutlich handelte es sich um eine den Mordwinen sehr nahestehende Volksgruppe der Wolga-Finnen. Sie sprachen die meschtscherische Sprache. Den Namen der Sprache und des Volkes führen einige Sprachforscher auf das Wort mesh („Biene“ im Mokschanischen) und eritsia („Bewohner“ im Ersjanischen) zurück.

## Informationen über die Meschtscheren
Die Meschtscheren werden erstmals in Quellen des 13. Jahrhunderts erwähnt. Die letzte Erwähnung erfolgte im 16. Jahrhundert. In vielen dieser Texte kann schwer zwischen der Bezeichnung der Landschaft und ihrer Bewohner und den Teilen dieser Bevölkerung, die eine eigene meschtscherische Sprache benutzt haben, unterschieden werden. 
1152 wird an der Oka die Stadt oder der befestigte Ort Gorodez Meschtschorski (wörtlich: Meschtschorisches Städtchen) in unmittelbarer Nähe des späteren Kassimow erwähnt. Im 15. Jahrhundert gehörte das Gebiet als tatarisches Teilfürstentum (Khanat Kassimow, 1452–1618) zum Großfürstentum Moskau. Der Prozess des Sprachwechsels der Bevölkerung zum Russischen und Tatarischen oder die von einigen Historikern angenommene Verdrängung bzw. Abwanderung der finno-ugrischen Bevölkerung war zu diesem Zeitpunkt bereits im Gange. Noch Andrei Michailowitsch Kurbski (1528–1583) erwähnt allerdings, dass in der Meschtschora „Mordwinisch“ in Gebrauch sei.

## Russische Meschtschora, Mischer-Tataren und Magyaren
Die Identität der Meschtscheren hat möglicherweise den Sprachwechsel überlebt und Spuren unter den Russen und Tataren der Region hinterlassen. Teile der westlich der Wolga lebenden Tataren nennen sich Mischaren (Mischer, Mischeren, Mischär; tatarisch мишәр mişər) und Teile der russischsprachigen ländlichen Bevölkerung identifizieren sich bis heute ihrerseits als Meschtschora (Russische Meschtschjora, Meschtscherjaken; russisch русская мещёра, мещера, мещеряки). Trotz offensichtlicher Ähnlichkeit der Selbstbezeichnungen dieser Gruppen kann hier schwer ein eindeutiger Schluss über eine gemeinsame Herkunft gezogen werden. Der Bezug auf die gemeinsam bewohnte Landschaft kann ein Grund für den Gleichklang sein. Es gibt darüber hinaus auch Hypothesen, die hier eher zufällige Namensparallelen sehen. Jedenfalls wurden bei der ersten Volkszählung von 1897 im Russischen Kaiserreich 35.000 russische Meschtschora und 622.500 tatarische Mischer gezählt.
Zusätzliche Verwirrung um Herkunft und sprachliche Einordnung der Meschtscheren schafft die Diskussion über die mögliche Verbindung der sehr ähnlich klingenden und möglicherweise tatsächlich entfernt verwandten Bezeichnungen der erwähnten Bevölkerungsgruppen mit dem Ethnonym der Magyaren (Magyor). So brachte der spekulationsfreudige russisch-sowjetische Ethnologe und Historiker Lew Nikolajewitsch Gumiljow alle erwähnten Volksgruppen mit der Magna Hungaria, einer Zwischenstation der Westwanderung eines Teils der Vorfahren der heutigen Ungarn, in Verbindung. Solche Überlegungen führen zur weder beweisbaren noch unzweifelhaft widerlegbaren These, dass die mittelalterlichen Meschtscheren „Ugren“ waren oder von ihnen abstammten. Eine schwere begriffliche Konfusion entsteht an dieser Stelle aus einer Vermischung sprachklassifikatorischer Merkmale (vermeintliche Zugehörigkeit zu den Sprechern der ugrischen Sprachen aus der uralischen Sprachfamilie) mit einer Deutung von spätantiken Stammeskonföderationen als klar abgrenzbare und geschlossene ethnische Einheiten.